# Amora FC
Der Amora FC ist ein Fußballverein aus der portugiesischen Stadt Amora.

## Geschichte
Der Verein wurde am 1. Mai 1921 durch Mário de Carvalho, Guilherme Pestana, João Baptista, Julião Garcia, Tomás Alves, António Soares, Joaquim Monteiro, Oswaldo Reuter, Guilherme Reuter, Joaquim Zacarias, Leopoldo Grilo, Carlos de Azeitão, António Policia, Álvaro dos Santos, Jacinto Caixeiro, Alberto Malacato, Tomás da Cachamouca und António Manta gegründet.
José Manuel Mourinho Félix führte den Verein 1980 in die Primeira Divisão. Nach drei Jahren folgte der Abstieg.